# Ghetto de Piotrków Trybunalski

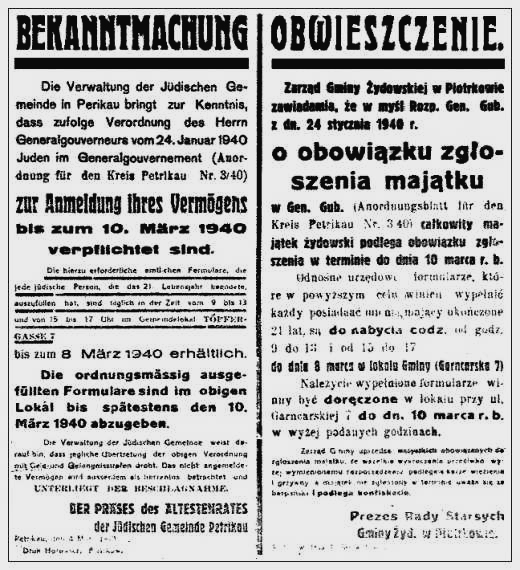
Annonce officielle de l'enregistrement dans le ghetto de Piotrków Trybunalski de toutes les propriétés juives de la ville, écrite en allemand et en polonais - 1940.

Le  Ghetto de Piotrków Trybunalski est le premier ghetto établi par les nazis en Pologne le 8 octobre 1939,,, cinquième jour de l'invasion de la Pologne, à Piotrków Trybunalski (district de Radom, gouvernement général de Pologne).

## Histoire
Le 11 décembre 1941, les portes du ghetto sont fermées.
En avril 1942, le ghetto est verrouillé. Pour Lucy S. Dawidowicz, c'est en mars 1942, que le ghetto est réellement établi. La population du ghetto est alors de 16 469 Juifs, dont environ 8 000 réfugiés. Cette population est soumise au travail forcé, connait la faim et les abus meurtriers.
En octobre 1942, la population juive du ghetto s'élève à 25 000, dont la plus grande partie est assassinée entre le 14 et le 22 octobre 1942.
Il ne reste alors que 2 400 habitants logés dans deux camps de travaux forcés, la plupart d'entre eux sont envoyés dans les camps de la mort en juillet 1943.
Les derniers Juifs de Piotrków sont déportés dans des camps de concentration en Allemagne, le 25 novembre 1944.